# Badri Teymourtash
Pour les articles homonymes, voir Teymourtash.
Badri Teymourtash  (persan : بدری تیمورتاش) (1911–1995) est la première femme dentiste en Iran et est surnommée, dans ce pays, « la Mère de la dentisterie ».

## Biographie
Née en 1911 à Machhad au sein d'une famille iranienne influente, elle est la sœur d'Abdolhossein Teymourtash, considéré comme la deuxième figure politique la plus influente de l'Iran durant la dynastie Pahlavi. À la fin des années 1920, elle est envoyée en Belgique où elle s'inscrit à l'école dentaire.
Après avoir obtenu son diplôme, elle envisage de partir au Congo belge pour des missions humanitaires. Cependant, la disgrâce de son frère Abdolhossein Teymourtāsh en 1932 la contraint à retourner en Iran, où elle vit huit années d'assignation à résidence et d'exil avec la famille de son frère dans des domaines éloignés du Khorasan. Après l'abdication de Reza Chah en 1941, une amnistie générale permet la libération des prisonniers politiques. Elle s'installe alors à Machhad et exerce comme dentiste.
En 1965, elle co-fonde l'École de dentisterie de l'Université des sciences médicales de Mashhad (en) avec Esmael Sondoozi. 
Retraitée en 1989, elle meurt en 1995. Elle est inhumée au Sanctuaire sacré (Sahne Azadi) de Mashhad.

## Hommage
La bibliothèque de l'École de dentisterie de l'Université des sciences médicales de Mashhad porte son nom.